# Thomas Addison
 Thomas Addison  (Long Benton, Northumberland, abril de 1793 — Brighton, East Sussex, 29 de junho de 1860) foi um médico britânico.
É especialmente conhecido pelo seu trabalho Essay on the Constitutional and Local Effects of Disease of the Suprarenal Capsules (1855), onde descreve, pela primeira vez, o mal actualmente conhecido por Doença de Addison. Foi, assim, o primeiro a descrever detalhadamente a anemia perniciosa.
Cometeu suicídio, em razão de forte depressão.